# Nicolaus Cusanus
Nicolaus Cusanus, egentligen Nicolaus Chrypffs eller Krebs, men kallad Cusanus eller bara Cusa efter sin födelseort, byn Kues vid Mosel, född 1401, död 11 augusti 1464 i Todi, Italien, var en tysk kardinal, teolog och jurist, men även filosof, matematiker och astronom.

## Biografi
Som barn flydde Nicolaus Cusanus från hemmet för att komma undan faderns misshandel. Han tog sin tillflykt till en adelsman vilken lät uppfostra honom i Deventer hos orden det gemensamma livets bröder, varefter han studerade juridik, matematik och filosofi vid universitetet i Padua. Juris doktor blev han 1424. Han ägnade sig en tid åt advokatyrket, men blev snart präst och uppträdde med iver i förhandlingarna om de kyrkliga reformerna. På kyrkomötet i Basel 1431–1443 förfäktade han i skriften De concordantia catholica, det allmänna kyrkomötets supremati över påven, men då han vidare såg den enda utsikten till kyrkans reformering i stärkandet av påvemakten, blev han en av dennes ivrigaste anhängare samt upphöjdes 1448 till kardinal och 1450 till biskop av Brixen. 
I Brixen blev han ovän med landsherren, ärkehertigen Sigismund av Österrike. Efter att ha suttit en tid i fängelse, tvingades han till förlikning. Pius II sände honom till Tyskland för att visitera kyrkor och kloster, och han fick utstå hårda strider, då han försökte reformera prästerskapets och munkarnas seder. 
Under förberedelserna till det av hans vän Pius II påtänkta korståget mot trons, vetenskapens och litteraturens fiender dog han i Livorno 1464.

## Vetenskaplig gärning
Cusanus hade trots sin kyrkliga ställning och teologibakgrund en sund filosofisk distans till ämnet. Tvärtemot samtidens syn uppträdde han med en för tiden förvånande upplysthet, ogillande kyrkans uppfattning om reliker och blödande hostior. Häxväsende och trolldom betraktade han såsom kvarlevor från hedendomen. Alla dessa stridigheter till trots fann han tid till vetenskapliga studier och filosofiska spekulationer. Cusanus anses även vara ett geni före sin tid inom vetenskapliga områden.
Han förekom Nicolaus Copernicus med ett halvsekel och argumenterade metafysiskt att Jorden har en nära sfärisk ellipsform, roterar kring sin axel och cirklar runt Solen och att varje stjärna själv är en avlägsen sol med sina egna planeter och invånare. En stjärna består enligt Cusanus av en tung centralkropp, som omges av diverse lättare skikt. Längst ut finns det eldartade skal, som utstrålar stjärnans ljus. Även Jorden har ett sådant skal, som dock inte är synligt från dess yta. Om gravitationen menade han att himlakroppar kan sväva fritt i rymden genom att ”tyngd” och ”lätthet” upphäver varandra.
Copernicus och Galileo Galilei var båda medvetna om Cusanus skrifter liksom Johannes Kepler, som kallade Cusanus "gudomligt inspirerad" i sitt första avsnitt av sitt första publicerade verk. Cusanus föregick Kepler och deklarerade att ingen perfekt cirkel kan existera i universum (i opposition mot den aristoteliska modellen). Han föregick även Thomas Digges och Giordano Bruno med över 100 år genom att försäkra att universum är gränslöst och att Jorden inte är universums centrum, utan har samma rang som andra stjärnor. Bruno, som genom sin entusiasm och vältalighet försköt Cusanus minne in i skuggan, har i mångt och mycket levt gott på dennes tankar.
Cusanus beskrev dock ingen vetenskapligt verifierbar teori om universum. Hans åsikter (vilka visade sig korrekta) baserades nästan helt på hans egna metafysiska spekulationer. I stort sett har han förebådat den naturfilosofi, som under renässanstiden utvecklades i Italien, liksom atomteorins grundtankar. Detta beror antagligen på att även Cusanus var inspirerad av de antika atomisterna såsom Demokritos och Epikuros.
Som matematiker var han långt före sin tid, och i avhandlingen De reparatione calendarii, som han lade fram på kyrkomötet i Basel, föreslog han en förbättrad tidräkning. Han gav viktiga bidrag inom matematiken genom att utveckla begreppen om infinitesimaler och relativ rörelse. Hans skrifter var väsentliga för Leibniz upptäckt av matematisk analys liksom Georg Cantors senare arbeten om oändligheter.
Cusanus var den förste att använda konkava linser för att korrigera myopi. Han lät också utföra den första kartan över Tyskland i kopparsnitt och lämnade förslag om metodiska experiment och naturiakttagelser.
| ” | Universum är gränslöst för hade det en yttersta gräns, måste det vara begränsat av något annat och kan då inte vara hela universum. Jorden är inte världens centrum, men eftersom vi inte har någon fast punkt att jämföra med, kan vi inte upptäckta dess rörelse. | „ |

Fastän han betraktade kosmos som ”gränslöst” och utan medelpunkt, avvisade Cusanus tanken om ett oändligt universum. Hans metafysiska överväganden ledde fram till en kosmologi som är såväl fysikaliskt som filosofiskt och konfessionellt  grundad.

## Teologen och filosofen
Cusanus verkade på gränsen mellan medeltiden och renässansen och kan lika väl kallas den sista skolastikern som den förste moderne tänkaren; han är lika mycket teolog som filosof. Hans djupaste intresse är nog det teologiska, och det är för att lösa treenighetslärans problem, som han utvecklade sin kunskapsteori. Dessa grundtankar växte upp ur den mysticism, som han under ungdomsåren insupit i Deventer. 
Människan kan i sin ofullkomlighet inte nå absolut kunskap utan Gud, menar Cusanus; kunskapen är ett styckverk, en lärd okunskap och hon kan närma sig lärdomen genom namnen och begreppen, som sammanbinder och särskiljer tingen. Över sinneskunskapen med dess förvirrade bilder sätter han det söndrande förståndet och det spekulativa förnuftet. Över det sistnämnda lägger han en mystisk åskådning, i vilken först motsatserna uppgår i en oändlig enhet, Coincidentia oppositorum, och därmed kan gudens väsen uppfattas, i och med att vi blir ett med denne. 
Till denna "lärda okunnighet" – hans första filosofiska arbete bar titeln De docta ignorantia – sökte han på mångfaldiga vägar föra sina läsare, än genom begreppsmässig dialektik, än genom mystiskt svärmeri, än genom bilder ur vardagslivet, än genom matematiska spekulationer – alla olika vägar som vilka alla, för honom, mynnade ut i den kunskapsspets, det vishetens kompendium, som gudsskådandet är, en omedelbar intuition, ett seende utan begripande. 
Guds väsen kan inte uppfattas annorlunda, ty i Guds oändlighet ingår allt, som för vårt förstånd ter sig som motsägelsefullt. Förståelsen av Gud kan inte ske genom positiva mänskliga begrepp eftersom Gud inte kan särskiljas från andra positiva begrepp. Cusanus förespråkar därför att man förklarar Gud genom vad Gud inte är (via negationis).
Den oändliga kurvan sammanfaller med den oändliga räta linjen. Maximum och minimum sammanfaller, då båda är oändliga. Intet får uteslutas från Guds väsen, inte ens motsatserna, då han är allt i allt. Men därför kan han heller inte fattas av vårt förstånd; inget namn kan ges till honom, då alla namn används för att skilja ett från annat, men hos Gud finns inte någon åtskillnad. I kulten avlöses "den lärda okunnigheten" av "den heliga okunnigheten". Till talet om Gud läggs egenskaper och namn, med insikt om att de skall tas i en högre bemärkelse än deras vanliga, en betydelse, som vi endast kan ana, inte förstå. Världen är en utveckling av Guds väsen, är liksom dennes kropp och i varje ting avspeglar sig universum. 
"Även människan är en värld i smått. Hennes mål är hennes ursprungliga anlags utveckling i och med kärleken till Gud, enheten med honom". Detta är tankar, som flera gånger i nya former uppträtt i filosofins historia, särskilt hos Friedrich von Schelling och Friedrich Hegel. Vid sidan av denna mystiska religionsfilosofi möter man i Cusanus skrifter frön av sådana moderna begrepp som individualitet och utveckling. 

## Viktigare skrifter i urval
- De concordantia catholica, Basel (1434)
- De reparatione calendarii, Basel
- De docta ignorantia fullbordades (1440)
- De coniecturis (om det i förmodanden sig rörande tänkandet) (1441)
- Flera mindre traktater
- fyra dialoger De idiota, bland annat De sapientia och De staticis experimentis, men den viktigaste är De mente (1450)
- De visione Dei (1453)
- De Possest (1460)
- Compendium sive compendiossisima directio (1463)
- De apice theoriae (1464)

Ett antal skrifter finns i tysk översättning av Franz Anton Scharpff (1862).